# Cornelis Jacobus Langenhoven

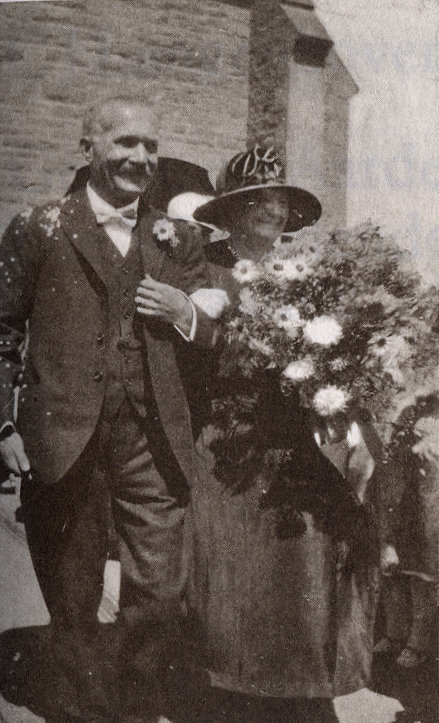
Schrijver CJ Langenhoven met zijn vrouw

Cornelis Jacobus Langenhoven (Hoeko, Ladismith, 13 augustus 1873 - Oudtshoorn, 15 juli 1932) was een Zuid-Afrikaanse dichter, schrijver, redacteur en politicus. Hij publiceerde onder de naam C.J. Langenhoven en als Sagmoedige Neelsie.

## Biografie en werk
Hij wilde oorspronkelijk theologie studeren, maar besloot uiteindelijk dat het rechten zou worden. In 1893 verhuisde hij naar Stellenbosch waar hij aan het Victoria-college studeerde en advocaat werd. Er is weinig bekend over de tijd die hij daar doorbracht, enkel dat hij het beschrijft als een woestijnleven. In 1894 verloofde hij zich met Helena de Vries, maar haar vader beëindigde die verloving in 1896, omdat het leven en de loopbaan van Langenhoven te onzeker waren.
In 1897 trouwde Langenhoven Lenie van Velden, een weduwe die tien jaar ouder was dan hij. Hij verwees altijd naar haar als "Vroutjie". Hun dochter Engela werd in 1901 geboren.
Hij werd benoemd tot procureur, maar ging later de journalistiek in. In 1912 werd hij redacteur van de krant Het Zuid-Westen, waar hij zijn levensdoel vond. Hij legde zichzelf erop toe de nieuwe taal, het Afrikaans, te bevorderen. Hij was ook stichtend lid van de nieuwe Afrikaanstalige krant Die burger en leverde geregeld bijdragen onder de schuilnaam "Sagmoedige Neelsie".
In 1914 werd hij lid van het Zuid-Afrikaanse parlement, waar hij zich inzette om het Afrikaans als ambtstaal erkend te krijgen. Hij werd achtereenvolgens lid van de Kaapse Provinciale Raad, de Volksraad en de Senaat.
Langenhoven stond aanvankelijk sceptisch tegenover de mogelijkheden van het Afrikaans, dat tot dan toe als schrijftaal in zijn kinderschoenen had gestaan. Later werd hij echter een dusdanig vurig voorstander van alles wat Afrikaans was en bouwde hij als schrijver zo’n omvangrijk oeuvre op (zijn verzamelde werk beslaat zestien delen) dat hij beschouwd wordt als de man die de Afrikaners leerde lezen.
C.J. Langenhoven staat het bekendst om het gedicht Die Stem van Suid-Afrika, dat hij in 1918 geschreven heeft. De muziek daarvoor is in 1921 door M.L. de Villiers gecomponeerd. Een passage uit Die stem vormt vandaag een deel van het Zuid-Afrikaanse volkslied.
Een Zuid-Afrikaans wiegelied van zijn hand (getoonzet door Emiel Hullebroeck) werd opgenomen in de populaire liedbundel Kun je nog zingen, zing dan mee. De eerste regels luiden: "Lamtietie, damtietie, doedoe mijn liefstetjie".
Hij heeft in zijn schrijversloopbaan elk genre aangeraakt, van poëzie tot spookverhalen. Hij heeft verscheidene werken in het Afrikaans vertaald, waaronder Rubaiyat of Omar Khayyam. Hij heeft nieuwe Afrikaanse gezegdes geschapen en zelfs een liefdesgedicht aan zijn hond geschreven.
Langenhoven was lid van de beweging die Afrikaans als een ambtstaal en als eerste taal in de scholen in plaats van het Nederlands voorstond. Het Afrikaans werd in 1925 voor het eerst het parlement gebruikt, en uiteindelijk in 1927 erkend als een ambtstaal van Zuid-Afrika samen met het Engels.

## Politieke carrière
In 1914 werd Langenhoven in het Zuid-Afrikaanse parlement gekozen, waar hij ijverde voor de erkenning van het Afrikaans als een officiële taal van Zuid-Afrika.
Later zetelde hij in de Kaapse Provincieraad, de Volksraad en het parlement.
- Bibliothèque nationale de France: cb15076114q (data)
- Biografisch Portaal: 48816801
- Digitale Bibliotheek voor de Nederlandse Letteren: lang024
- Gemeinsame Normdatei: 119555395
- International Standard Name Identifier: 0000 0003 6834 8276
- Library of Congress Control Number: n79134035
- MusicBrainz: 3712bb63-b9a8-41de-8ca9-3fc37be41806
- Nederlandse Thesaurus van Auteursnamen: 070297444
- SNAC: w6gh9jr7
- Système universitaire de documentation: 079448437
- Virtual International Authority File: 59375516
- WorldCat: E39PBJpj9KC9VyK9bRPV64MpT3